# Bežnisko
Bežnisko je chráněný areál na území vojenského újezdu Záhorie v okrese Malacky v Bratislavském kraji na Slovensku. Území bylo vyhlášeno v roce 2012 a jeho rozloha je 922,31 hektaru. Předmětem ochrany jsou biotopy panonských dun, vřesovišť, teplomilných ponticko-panonských dubových lesů na spraši a písku.